# Иннокентий (Лотоцкий)
Иннокентий Илларион Лотоцкий (укр. Інокентій Іларіон Лотоцький, англ. Innocent Hilarion Lotocky; 3 ноября 1915, село Старые Петликовцы — 4 июля 2013, Чикаго) — епископ чикагский Украинской грекокатолической церкви с 22 декабря 1980 года по 2 июля 1993 год, член монашеского ордена базилиан.

## Биография
Илларион Лотоцкий родился 3 ноября 1915 года в селе Старые Петликовцы (ныне Тернопольская область, Украина). После получения среднего образования поступил в гимназию, которой руководил монахи из монашеского ордена базилиан. В 1932 году вступил в новициат базилиан. В 1934 году Илларион Лотоцкий принял первые монашеские обеты, взяв себе монашеское имя Иннокентий. 8 августа 1937 года Иннокентий Лотоцкий принял вечные монашеские обеты.
После начала Второй мировой войны выехал в Оломоуц, где 24 ноября 1940 года состоялось рукоположение Иннокентия Лотоцкого в священника, которое совершил епископ Павел Гойдич. В это же время Илларион Лотоцкий изучал богословие в Вене. По окончании обучения получил научную степень доктора богословия.
До ноября 1946 года Иннокентий Лотоцкий вёл пастырскую работу среди украинских грекокатоликов, проживавших в Бельгии, потом переехал в США. С 1951 года по 1953 год был старшим настоятелем американской провинции монашеского ордена базилиан, после чего до 1958 года был священником в церкви святого Юра в Нью-Йорке. С января 1960 года был игуменом монастыря в Чикаго и с ноября 1961 года — настоятелем церкви святого Николая в Чикаго. С января 1962 года Иннокентий Лотоцкий служил в церкви Непорочного Зачатия Пресвятой Девы Марии в Хамтрамке.
22 декабря 1980 года Римский папа Иоанн Павел II назначил Иннокентия Лотоцкого епископом чикагским. 1 марта 1981 года состоялось рукоположение Иннокентия Лотоцкого в епископа, которое совершил кардинал Иосиф Слипый в сослужении с епископом стемфордским Василием Лостеном и епископом эдмонтским Нилом Савариным.
2 июля 1993 года Иннокентий Лотоцкий вышел на пенсию.
Умер на 98 году жизни 4 июля 2013 года в Чикаго (США).